# Doxocopa excelsa
Doxocopa excelsa is een vlinder uit de familie van de Nymphalidae. De wetenschappelijke naam van de soort is voor het eerst geldig gepubliceerd in 1927 door Gillot.